# Знамя коммунизма (газета, Новая Ладога)

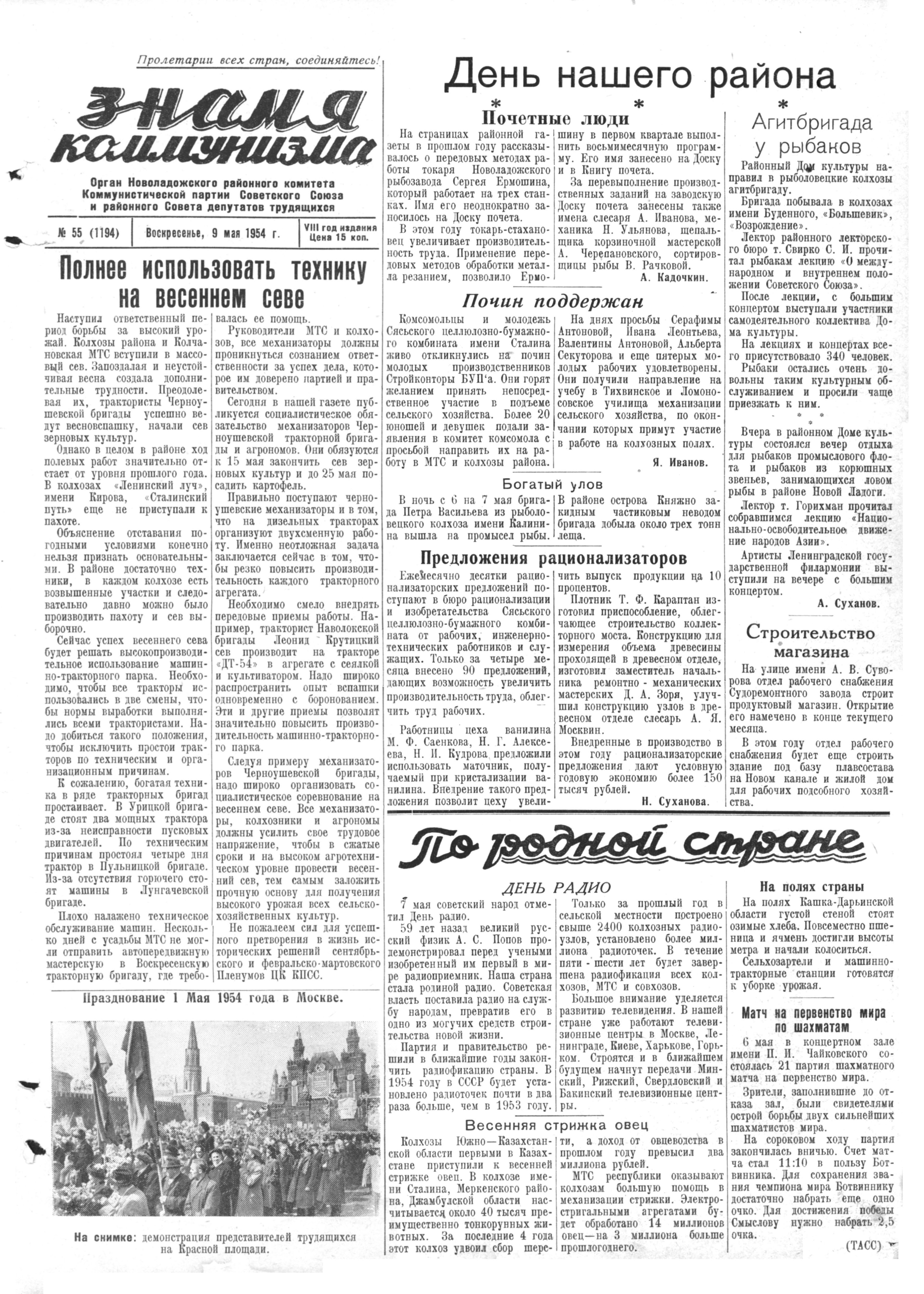
Газета "Знамя коммунизма", 9 мая 1954 год, 1 полоса.

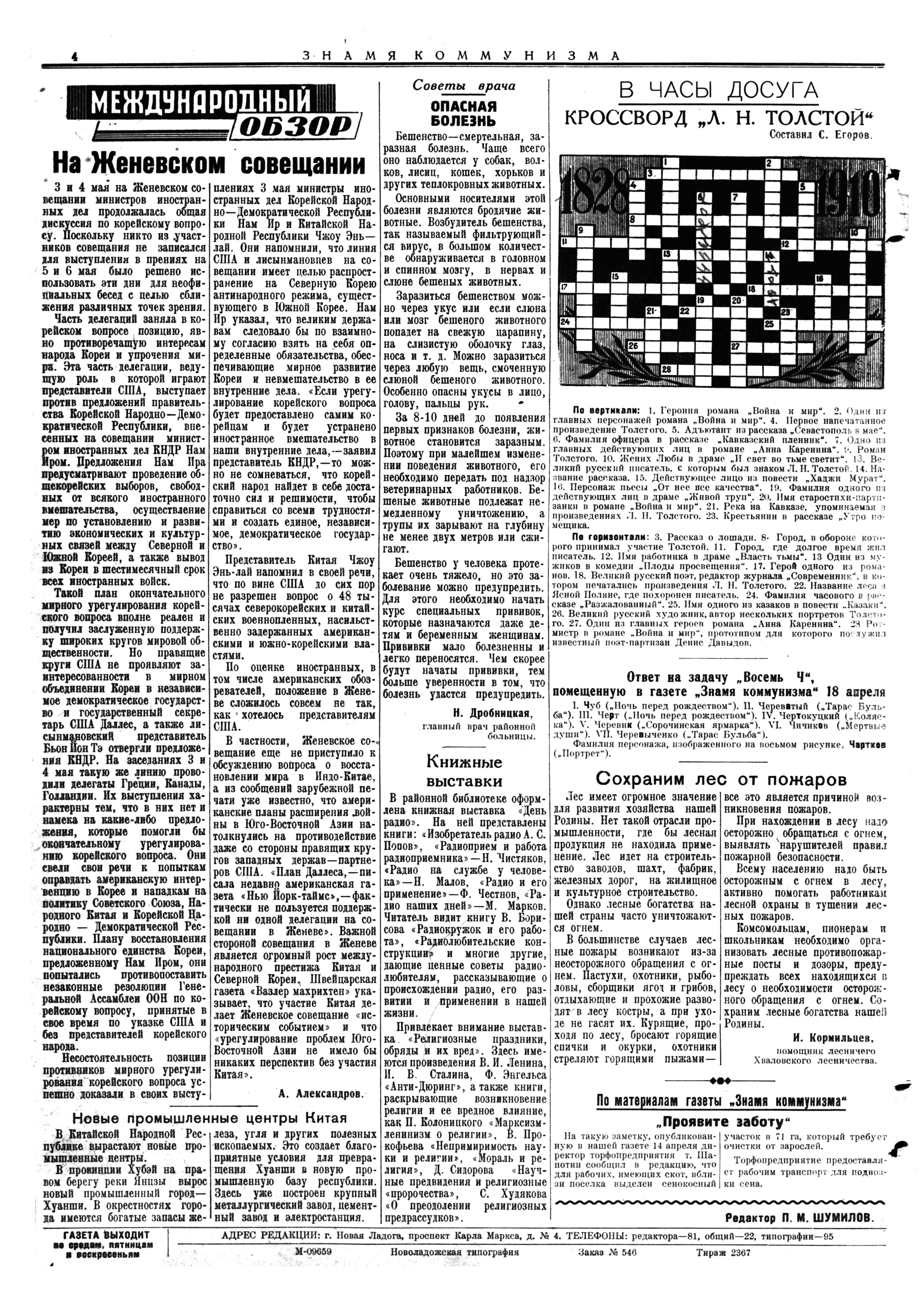
Газета "Знамя коммунизма", 9 мая 1954 год, 4 полоса.

«Знамя коммунизма» — районная газета Новоладожского района Ленинградской области, которая печаталась в городе Новая Ладога с 1 июня 1946 года по 22 апреля 1962 года.

## История
Издание местной газеты в городе Новая Ладога началось в июне 1946 года.
Газета являлась официальным печатным органом Новоладожского районного комитета КПСС и районного Совета депутатов трудящихся. При этом с июня 1946 года (№ 1) по 1952 годы (№ 126) газета выступала как орган Новоладожского районного комитета ВКП(б) и районного Совета депутатов трудящихся. А с 1952 года (с № 127) по 22 апреля 1962 год (№ 80) — как орган Новоладожского районного комитета КПСС и районного Совета депутатов трудящихся.
Газета выходила вначале на 2 полосах, после - на 4 полосах. Выход газеты осуществлялся по средам, пятница и воскресеньям. Тираж газеты был, к примеру, в январе 1951 года - 1545 экземпляров, а в мае 1955 года - уже 2367 экземпляров.
Редакция располагалась в двухэтажном здании, доме № 6 на проспекте К. Маркса, в городе Новая Ладога. Газета «Знамя коммунизма» начала выходить с 1 июня 1946 года. Первым редактором газеты был Павел Михайлович Шумилов, а после — Николай Иванович Антонов, который ранее редактировал газету «Пашский колхозник». Также в составе редакции трудились Серафим Васильевич Бундин, Николай Николаевич Сахновский, Владимир Янцев, Нина Натановна Угарова, Вера Савельева, Зина Зюзина, и другие.
На первом этаже здания располагалась типография, где работали директор Иван Григорьевич Соколюк и профессионал своего дела, печатник Сергей Матвеевич Рубцов.
Всего вышло 2616 номеров газеты. Последний номер газеты вышел 22 апреля 1962 года. Это было связано с последующим объединением 1 февраля 1963 года Новоладожского и Киришского районов в один Волховский район.
После объединения часть новоладожской редакции вошла в состав межрайонной газеты «Огни коммунизма», которая печаталась в Волхове в качестве объединенной территориальной газеты для жителей Волховского, Киришского и Новоладожского районов и просуществовала с 24 апреля 1962 по 27 апреля 1963 года, выпустив 204 номера.
Впоследствии межрайонная газета «Огни коммунизма» была объединена с городской газетой «Волховская правда», выходившей с 21 апреля 1956 года (до этого газета называлась «Сталинская правда») до 24 апреля 1963 года) в одну — под названием «Волховские огни», первый номер которой вышел 1 мая 1963 года в Волхове.
Примечания

## Предыстория печати в Новой Ладоге
До 1917 года в Новой Ладоге печаталась частная газета «Озерной край», которая выходила с 1913 по 1914 годы. Первый номер газеты вышел 3 марта 1913 года. Ее редактором и издателем был Ефроим Лейб (Ефраим-Лейб Ильич) Скрыгловецкий (23.11.1874 - 01.01.1942). Газета выходила три раза в неделю и кратко сообщала не только местные новости, но и освещала российские и мировые события.
Девизом газеты служили слова «Мирный труд плодотворнее шумной борьбы». В сотом номере газеты сообщалось, что газета стала повседневной необходимостью для ладожан. У нее были подписчики, газета продавалась в магазинах торгового дома М. Кукина.
Последний номер издания «Озерной край» вышел 4 ноября 1914 года. Газета была закрыта в связи с началом первой мировой войны и появлением различных документов о военной цензуре, в частности, такого, как Временное положение о военной цензуре, утвержденное Именным Высочайшим указом на второй день после начала Первой мировой войны - 20 июля 1914 года.
После революции 1917 года первая советская газета в Новой Ладоге появилась в 1919 году. Первой советской газетой, выходившей в Новой Ладоге, стала газета «Новоладожская звезда», которая печаталась с 4 мая по 27 августа 1919 года.
После выходила газета «Новоладожская коммуна» - до 30 ноября 1921 года. Далее - «Вестник Новоладожского уездного исполнительного комитета» (всего вышло 29 номеров), который в октябре 1922 года объединился с газетой «Новоладожский труженик», выходивший с 1920 по 1922 годы.